# Charles E. Sebastian
Charles Edward Sebastian  (ur. 25 czerwca 1872, zm. 25 marca 1949) – amerykański polityk, trzydziesty burmistrz Los Angeles, dwudziesty piąty szef Los Angeles Police Department.
Pracował w LAPD, gdzie szybko awansował na kolejne stopnie, aż do funkcji kierowniczej, którą sprawował w latach 1911–1915. Pierwszy szef policji Los Angeles, który został burmistrzem.  Urząd ten pełnił w latach 1915–1916. Oskarżony o korupcję zdołał oczyścić się z zarzutów, jego odejście przed końcem kadencji było związane z publikacją listów do kochanki.